# Фёдоровский (Костромская область)
Фёдоровский — упразднённый хутор в Поназыревском районе Костромской области. Входил в состав городского поселения посёлок Поназырево. Исключен из учётных данных в 2024 году.

## География
Хутор расположен в восточной части Костромской области, на расстоянии приблизительно 1 км (по прямой) на запад от районного центра посёлка Поназырево.

## Население
| 2008 | 2010 | 2014 |
| ---- | ---- | ---- |
| 1    | ↘0   | →0   |

Постоянное население составляло 3 человека в 2002 году (русские 100 %), 0 человек в 2022 году.